# Mycoleptodiscus unilateralis
Mycoleptodiscus unilateralis är en svampart som beskrevs av B. Sutton & Alcorn 1990. Mycoleptodiscus unilateralis ingår i släktet Mycoleptodiscus och familjen Magnaporthaceae.   Inga underarter finns listade i Catalogue of Life.